# Льямоса, Наталья
Наталья Льямоса Москуэра (исп. Nathalia Llamosa Mosquera, род. 14 июня 1997 года, Колумбия) — колумбийская тяжелоатлетка. Чемпионка мира 2023 года, бронзовый призёр чемпионата мира 2022 года, трёхкратная победительница Панамериканского чемпионата.

## Карьера
В 2018 году на Панамериканском чемпионате в Санто-Доминго, колумбийская тяжелоатлетка завоевала золотую медаль в весовой категории до 63 кг с результатом 225 кг в сумме двоеборья.
В 2021 году на Панамериканском чемпионате в Гуаякиле, Наталья вновь завоевала золотую медаль в весовой категории до 64 кг с результатом 228 кг в сумме двоеборья. В 2022 году она в третий раз стала чемпионкой континента.
На чемпионате мира 2022 года в Боготе она завоевала бронзовую медаль в категории до 64 кг. В рывке была второй, а в толчке заняла третье место. 
В Саудовской Аравии, где состоялся Чемпионат мира по тяжёлой атлетике 2023 года, колумбийская спортсменка в категории до 64 кг завоевала золотую медаль чемпионата мира с результатом 223 кг по сумме двух упражнений. Малая золотая медаль в рывке и малая бронзовая в толчке также достались ей.  

## Спортивные результаты
| Год  | Соревнование   | Место проведения | Весовая категория | Рывок  | Толчок | Сумма двоеборья | Место |
| 2019 | Чемпионат мира | Паттайя          | до 64 кг          | 102 кг | 120 кг | 222 кг          | 7     |
| 2022 | Чемпионат мира | Богота           | до 64 кг          | 101 кг | 123 кг | 224 кг          | 3     |
| 2023 | Чемпионат мира | Эр-Рияд          | до 64 кг          | 101 кг | 122 кг | 223 кг          | 1     |